# Seznam vrcholů v Křižanovské vrchovině

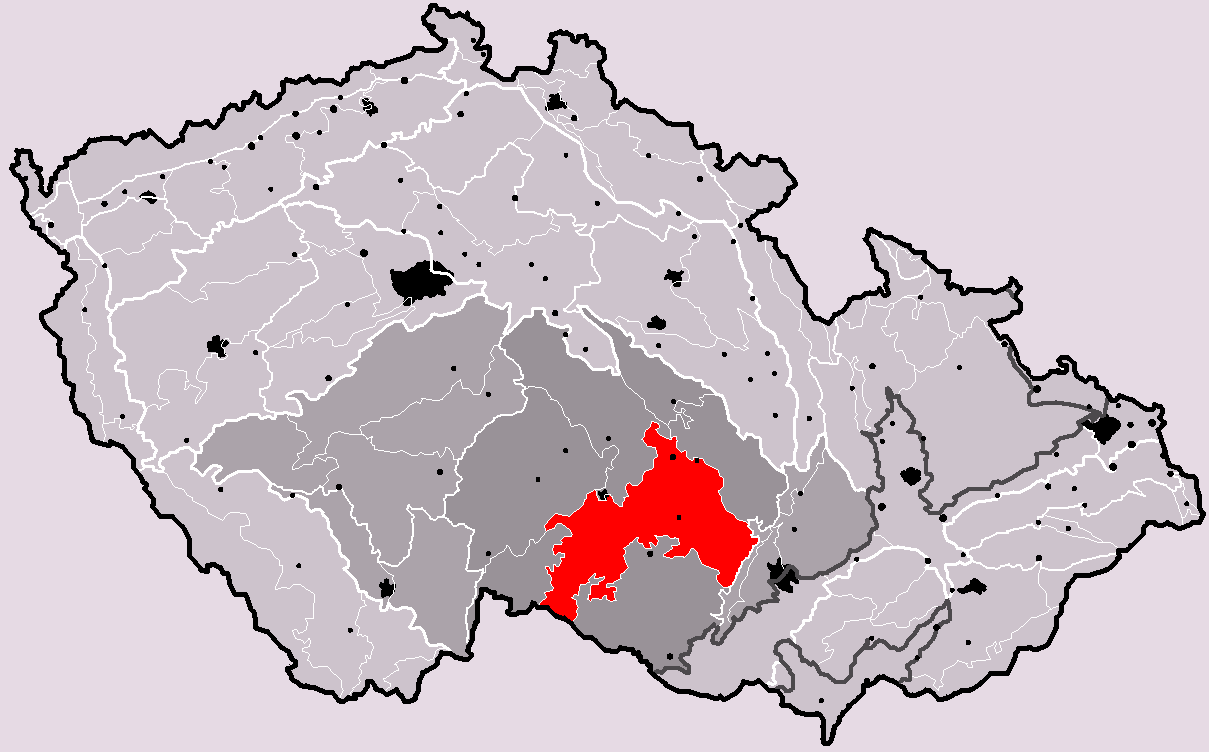
Křižanovská vrchovina na mapě České republiky

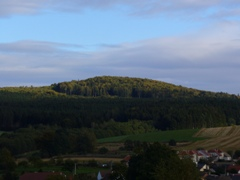
Velký Špičák (734 m)

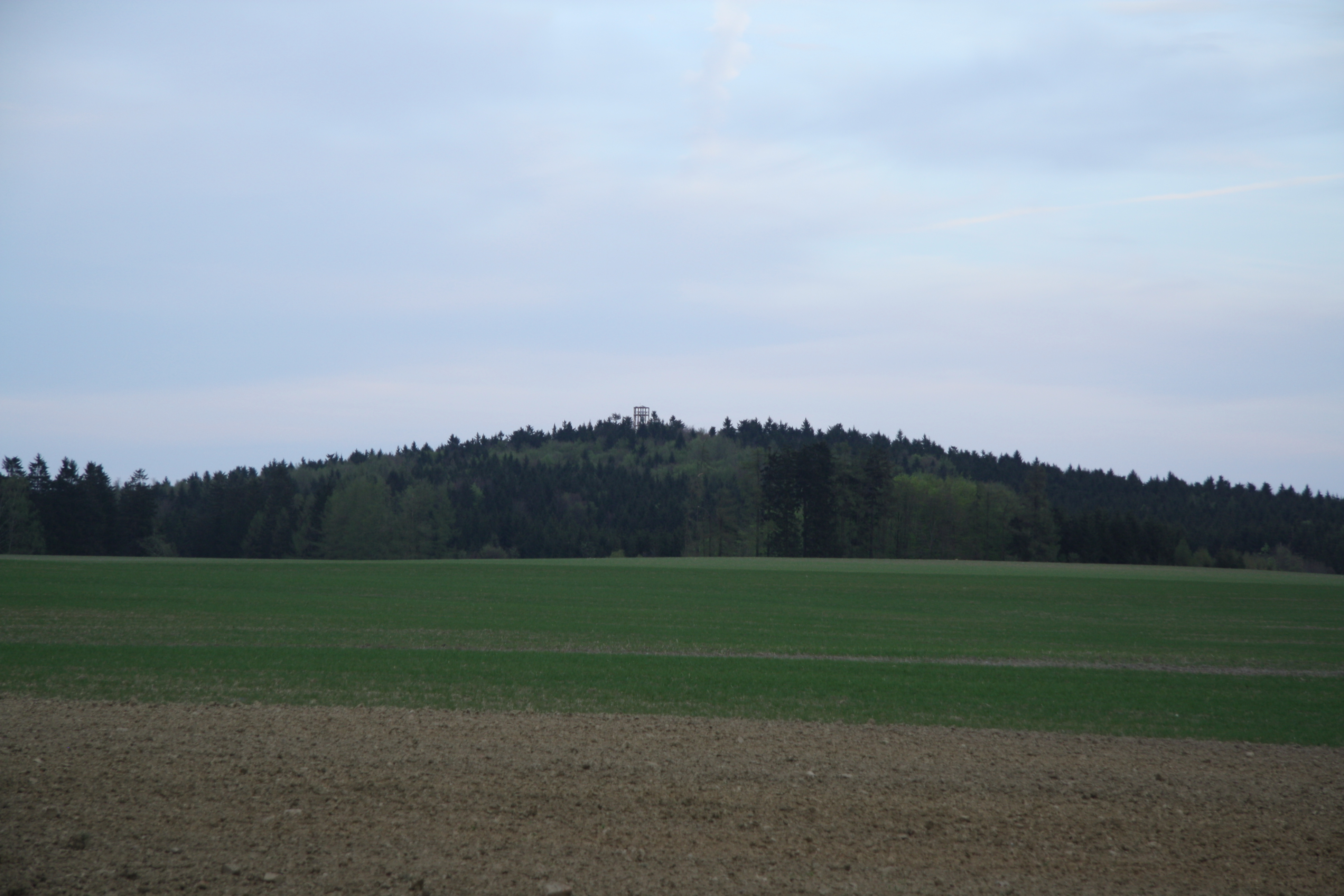
Mařenka (711 m)

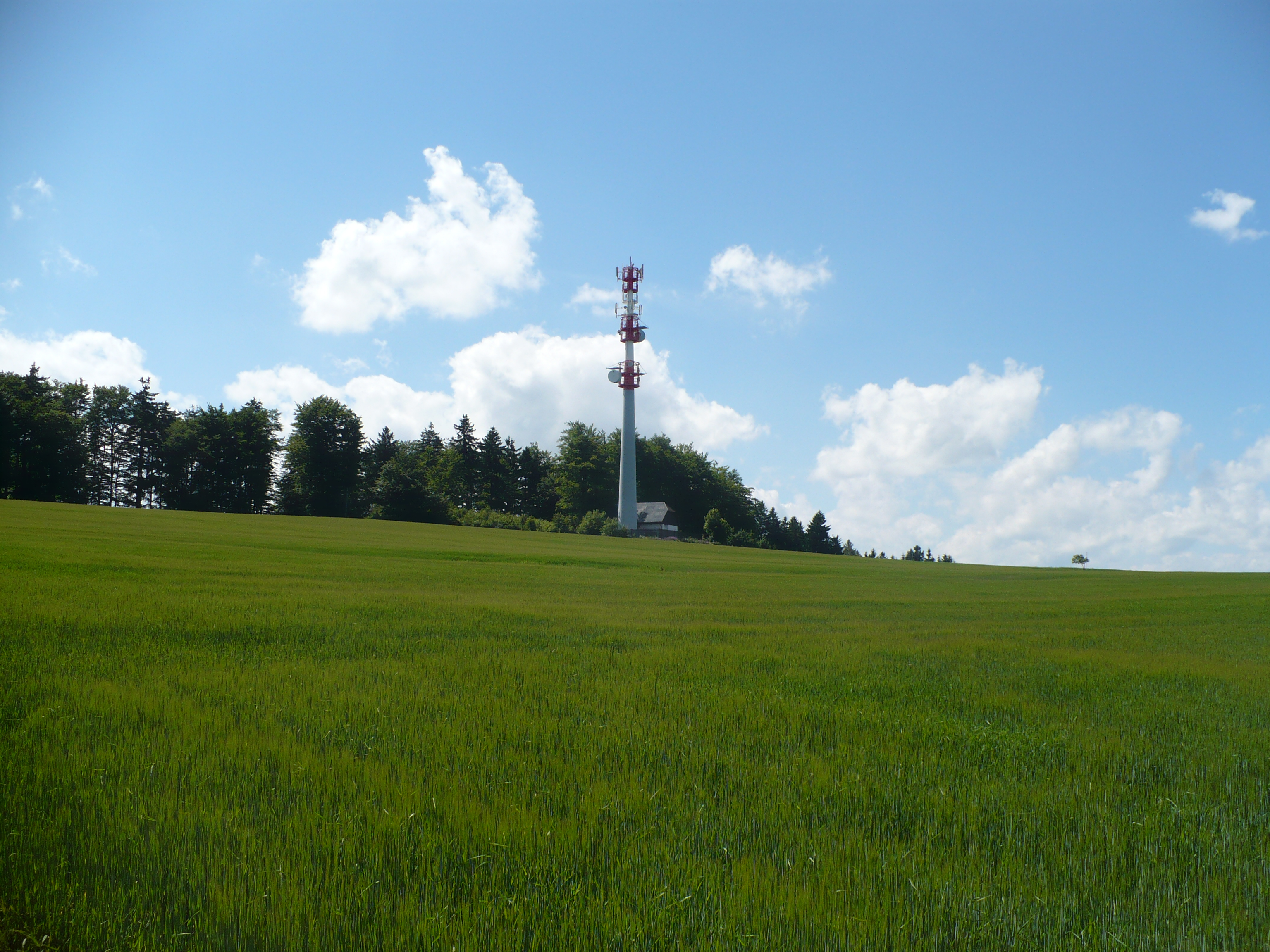
Havlina (707 m)

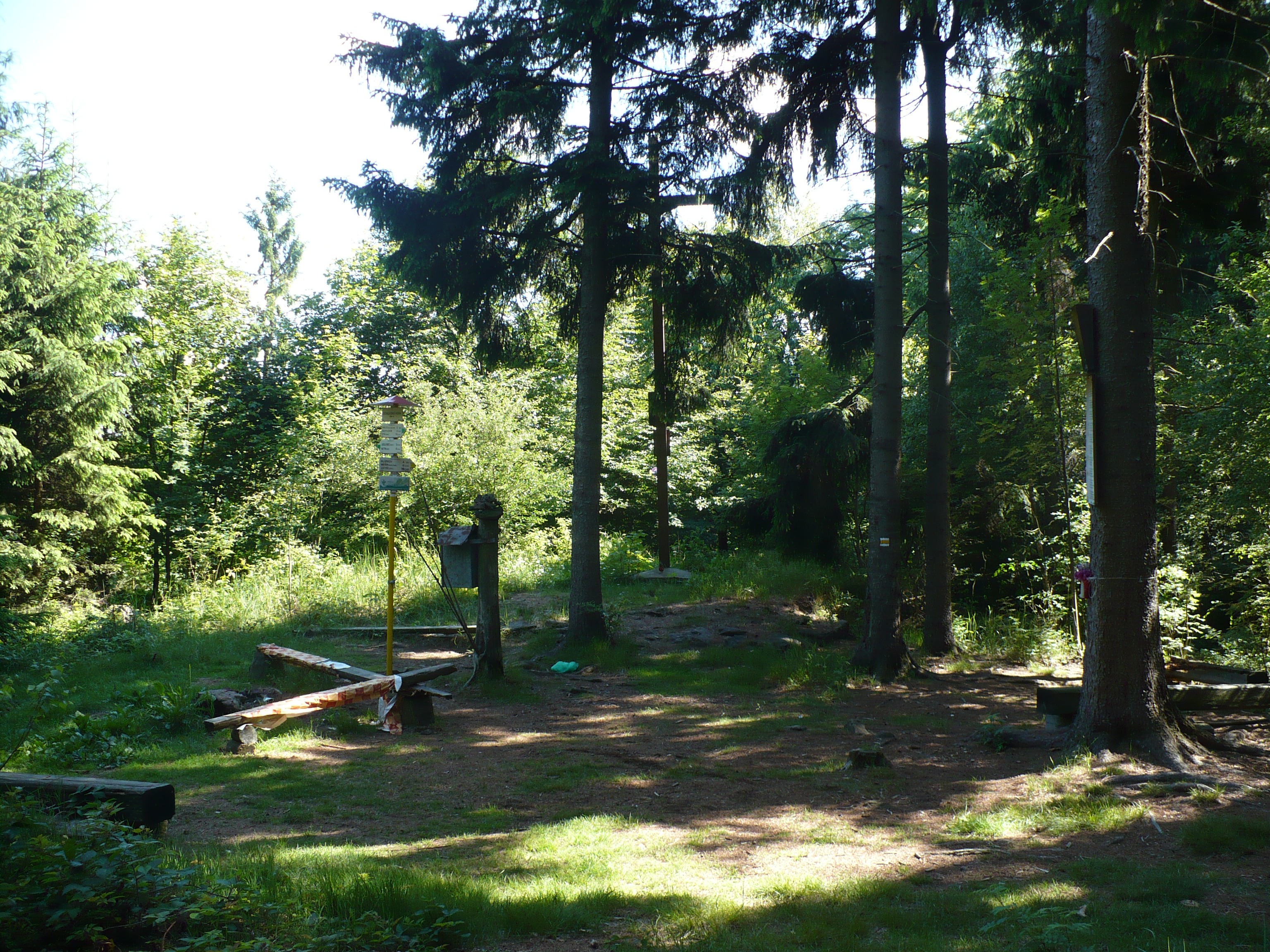
Dědkovská hora (694 m)

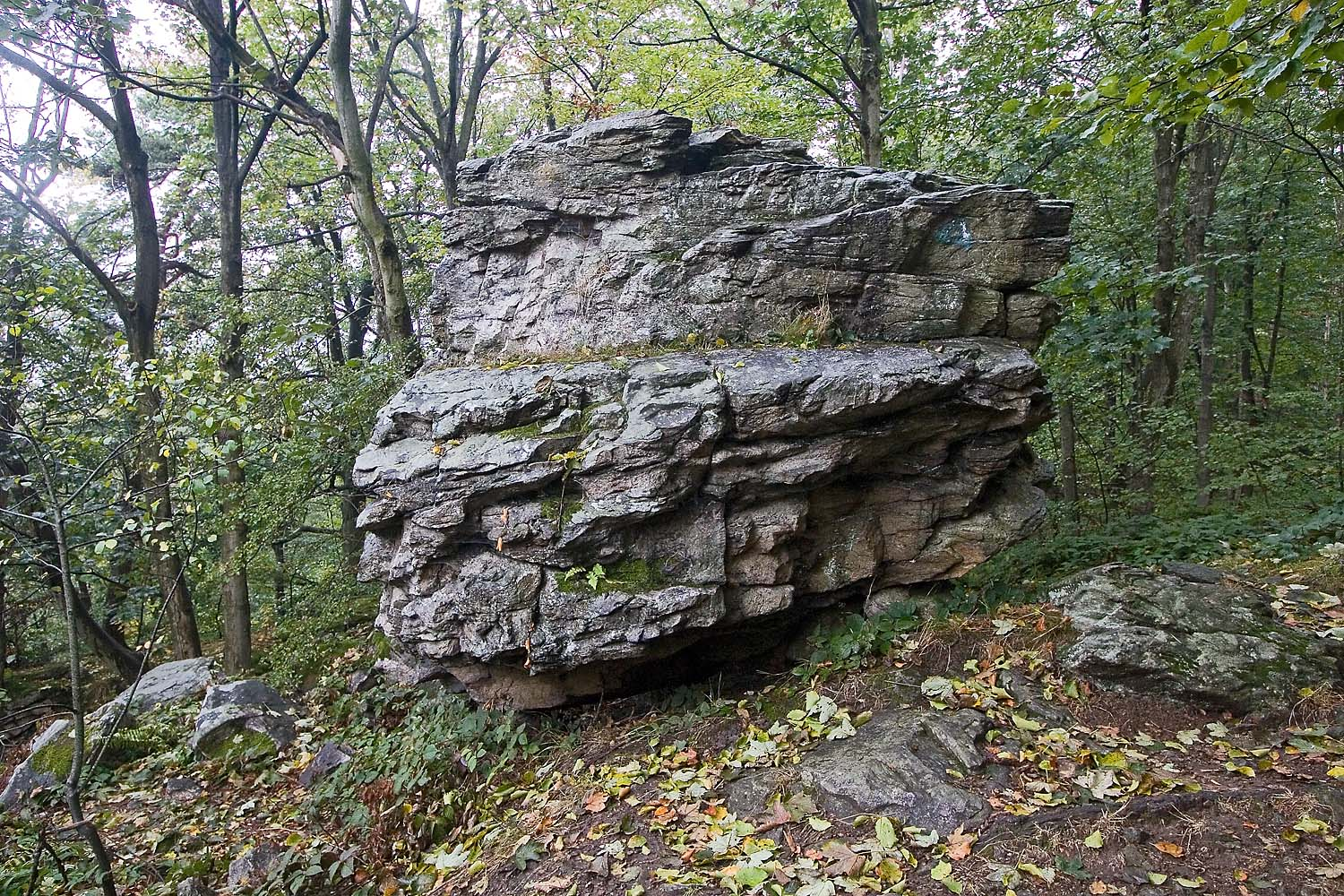
Peperek (675 m)

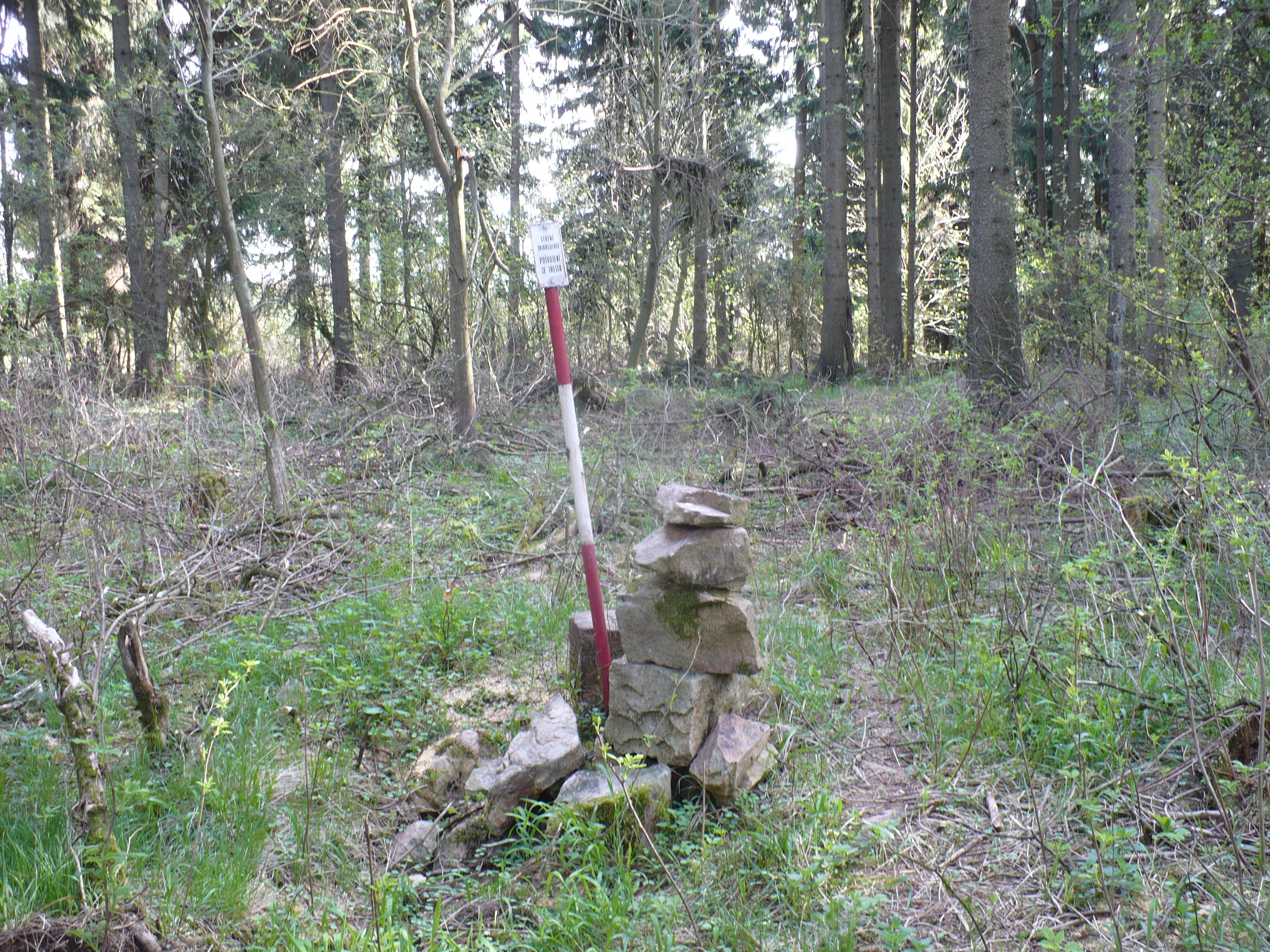
Smrček (674 m)

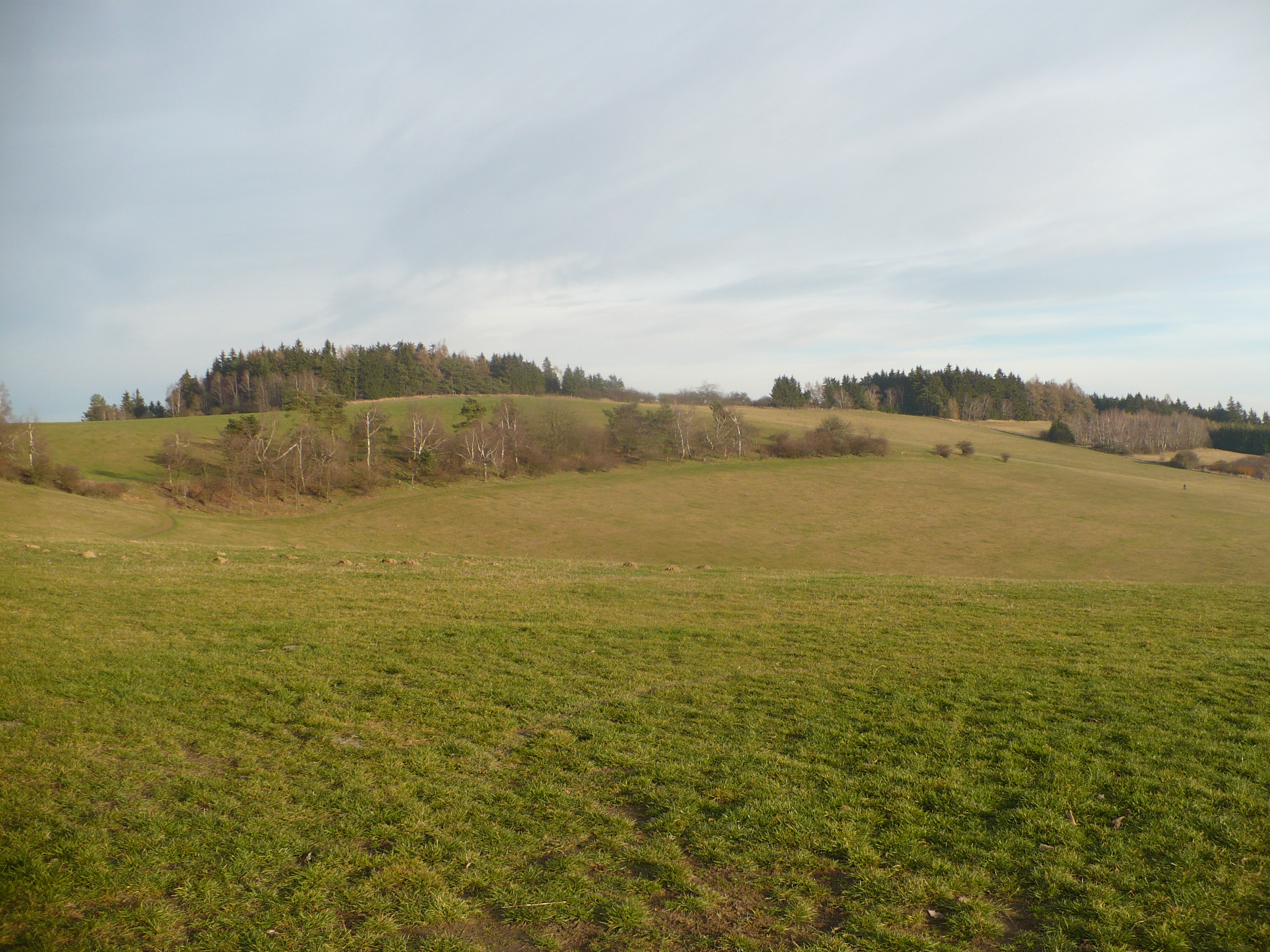
Na Nivách (662 m)

Seznam vrcholů v Křižanovské vrchovině obsahuje pojmenované křižanovské vrcholy s nadmořskou výškou nad 650 m a dále všechny vrcholy s prominencí (relativní výškou) nad 100 m. Seznam je založen na údajích dostupných na stránce Mapy.cz a v Geoprohlížeči Zeměměřického úřadu. Jako hranice pohoří byla uvažována hranice stejnojmenného geomorfologického celku.

## Seznam vrcholů podle výšky
Seznam vrcholů podle výšky obsahuje všechny pojmenované vrcholy s nadmořskou výškou nad 650 m. Celkem jich je 83. Nejvyšší horou je Harusův kopec vysoký 743 m, který se nachází v geomorfologickém okrsku Novoměstská pahorkatina.

| #   | Vrchol                | Výška m n. m. | Souřadnice                       | Okrsek                   | Přístup                                                                                                 |
| --- | --------------------- | ------------- | -------------------------------- | ------------------------ | --- |
| 1.  | Harusův kopec         | 743           | 49°34′21″ s. š., 16°02′37″ v. d. | Novoměstská pahorkatina  | modrá turistická značka · místníčervená turistická značka · místnímodrá turistická značka               |
| 2.  | Velký Špičák          | 734           | 49°18′41″ s. š., 15°30′41″ v. d. | Špičák                   | modrá turistická značka · zelená turistická značka · žlutá turistická značka · naučná turistická značka |
| 3.  | Veselský vrch         | 712           | 49°12′40″ s. š., 15°33′50″ v. d. | Markvartická pahorkatina | neznačeno                                                                                               |
| 4.  | Mařenka               | 711           | 49°10′14″ s. š., 15°42′09″ v. d. | Zašovický hřbet          | modrá turistická značka · naučná turistická značka                                                      |
| 5.  | Kyjov                 | 711           | 49°26′38″ s. š., 15°53′26″ v. d. | Arnolecké hory           | neznačeno                                                                                               |
| 6.  | Ještěnice             | 710           | 49°16′30″ s. š., 15°19′54″ v. d. | Třešťská pahorkatina     | neznačeno                                                                                               |
| 7.  | Havlina               | 707           | 49°27′01″ s. š., 15°50′54″ v. d. | Arnolecké hory           | zelená turistická značka                                                                                |
| 8.  | Vasilkův kopec        | 707           | 49°15′48″ s. š., 15°19′07″ v. d. | Třešťská pahorkatina     | neznačeno                                                                                               |
| 9.  | Šibenice              | 706           | 49°34′02″ s. š., 16°02′55″ v. d. | Novoměstská pahorkatina  | neznačeno                                                                                               |
| 10. | Strahovice            | 701           | 49°16′41″ s. š., 15°20′22″ v. d. | Třešťská pahorkatina     | neznačeno                                                                                               |
| 11. | Mistrovský kopec      | 699           | 49°17′16″ s. š., 15°30′46″ v. d. | Špičák                   | neznačeno                                                                                               |
| 12. | Sádek                 | 698           | 49°27′42″ s. š., 15°49′49″ v. d. | Arnolecké hory           | neznačeno                                                                                               |
| 13. | Blažkov               | 694           | 49°29′35″ s. š., 15°49′46″ v. d. | Arnolecké hory           | modrá turistická značka                                                                                 |
| 14. | Dědkovská hora        | 694           | 49°25′32″ s. š., 15°54′01″ v. d. | Arnolecké hory           | zelená turistická značka · žlutá turistická značka                                                      |
| 15. | Henzlička             | 692           | 49°37′53″ s. š., 15°48′59″ v. d. | Henzlička                | neznačeno                                                                                               |
| 16. | Kamenný vrch          | 690           | 49°36′58″ s. š., 15°53′09″ v. d. | Henzlička                | neznačeno                                                                                               |
| 17. | Kobylí hlava          | 688           | 49°12′37″ s. š., 15°43′35″ v. d. | Zašovický hřbet          | zelená turistická značka                                                                                |
| 18. | Vrchy                 | 688           | 49°12′01″ s. š., 15°42′16″ v. d. | Zašovický hřbet          | neznačeno                                                                                               |
| 19. | Hrachová hora         | 683           | 49°10′18″ s. š., 15°39′01″ v. d. | Markvartická pahorkatina | neznačeno                                                                                               |
| 20. | Srnčí vrch            | 683           | 49°08′42″ s. š., 15°43′37″ v. d. | Zašovický hřbet          | neznačeno                                                                                               |
| 21. | Popický vrch          | 682           | 49°20′31″ s. š., 15°31′17″ v. d. | Špičák                   | zelená turistická značka                                                                                |
| 22. | Maková hora           | 682           | 49°08′54″ s. š., 15°43′32″ v. d. | Zašovický hřbet          | neznačeno                                                                                               |
| 23. | Brtník                | 681           | 49°13′43″ s. š., 15°37′39″ v. d. | Markvartická pahorkatina | neznačeno                                                                                               |
| 24. | Svatá hora            | 680           | 49°22′10″ s. š., 16°09′27″ v. d. | Jinošovská pahorkatina   | červená turistická značka                                                                               |
| 25. | Velké Javoří          | 679           | 49°18′18″ s. š., 15°30′56″ v. d. | Špičák                   | neznačeno                                                                                               |
| 26. | Havlův kopec          | 679           | 49°17′41″ s. š., 15°24′22″ v. d. | Třešťská pahorkatina     | neznačeno                                                                                               |
| 27. | Bražský kopec         | 678           | 49°16′56″ s. š., 15°20′23″ v. d. | Třešťská pahorkatina     | neznačeno                                                                                               |
| 28. | Hřeben                | 678           | 49°16′11″ s. š., 15°31′09″ v. d. | Špičák                   | neznačeno                                                                                               |
| 29. | Reminský vrch         | 678           | 49°12′20″ s. š., 15°32′56″ v. d. | Markvartická pahorkatina | neznačeno                                                                                               |
| 30. | Ostrážka              | 676           | 49°14′54″ s. š., 15°32′06″ v. d. | Otínská pahorkatina      | neznačeno                                                                                               |
| 31. | Peperek               | 675           | 49°34′38″ s. š., 15°51′54″ v. d. | Henzlička                | žlutá turistická značka                                                                                 |
| 32. | Kalvárie              | 675           | 49°33′29″ s. š., 16°05′15″ v. d. | Novoměstská pahorkatina  | neznačeno                                                                                               |
| 33. | Smrček                | 674           | 49°18′41″ s. š., 15°50′03″ v. d. | Čechtínská vrchovina     | neznačeno                                                                                               |
| 34. | Hadí vrch             | 674           | 49°11′50″ s. š., 15°41′41″ v. d. | Zašovický hřbet          | neznačeno                                                                                               |
| 35. | Ranský Babylon        | 673           | 49°40′03″ s. š., 15°49′01″ v. d. | Henzlička                | neznačeno                                                                                               |
| 36. | Malý Špičák           | 673           | 49°19′13″ s. š., 15°30′27″ v. d. | Špičák                   | neznačeno                                                                                               |
| 37. | Lovecký kopec         | 672           | 49°17′29″ s. š., 15°30′40″ v. d. | Špičák                   | neznačeno                                                                                               |
| 38. | Kobylí kopec          | 671           | 49°13′01″ s. š., 15°42′52″ v. d. | Zašovický hřbet          | neznačeno                                                                                               |
| 39. | Panský kopec          | 668           | 49°20′56″ s. š., 15°50′20″ v. d. | Čechtínská vrchovina     | neznačeno                                                                                               |
| 40. | Kuklcíp               | 667           | 49°10′35″ s. š., 15°38′26″ v. d. | Markvartická pahorkatina | neznačeno                                                                                               |
| 41. | Michova hora          | 666           | 49°33′56″ s. š., 16°05′52″ v. d. | Novoměstská pahorkatina  | neznačeno                                                                                               |
| 42. | Olešná                | 666           | 49°32′29″ s. š., 16°07′07″ v. d. | Novoměstská pahorkatina  | neznačeno                                                                                               |
| 43. | Šibeniční vrch        | 666           | 49°17′12″ s. š., 15°29′59″ v. d. | Špičák                   | zelená turistická značka · naučná turistická značka                                                     |
| 44. | Holý kopec            | 665           | 49°35′04″ s. š., 15°52′22″ v. d. | Henzlička                | neznačeno                                                                                               |
| 45. | Vysoká                | 665           | 49°21′53″ s. š., 15°31′44″ v. d. | Špičák                   | neznačeno                                                                                               |
| 46. | Bába                  | 665           | 49°05′38″ s. š., 15°31′30″ v. d. | Starohobzská vrchovina   | modrá turistická značka                                                                                 |
| 47. | V Kopečku             | 664           | 49°27′49″ s. š., 15°53′26″ v. d. | Arnolecké hory           | neznačeno                                                                                               |
| 48. | Vokouňák              | 664           | 49°22′19″ s. š., 16°09′52″ v. d. | Jinošovská pahorkatina   | naučná turistická značka                                                                                |
| 49. | Korunní kopec         | 664           | 49°20′54″ s. š., 15°31′11″ v. d. | Špičák                   | neznačeno                                                                                               |
| 50. | Vejdoch               | 663           | 49°32′10″ s. š., 16°00′45″ v. d. | Novoměstská pahorkatina  | neznačeno                                                                                               |
| 51. | Vrchy                 | 663           | 49°33′11″ s. š., 15°59′48″ v. d. | Novoměstská pahorkatina  | neznačeno                                                                                               |
| 52. | Hudcova skála         | 663           | 49°27′22″ s. š., 15°53′13″ v. d. | Arnolecké hory           | neznačeno                                                                                               |
| 53. | Hanzalka              | 663           | 49°18′22″ s. š., 15°26′19″ v. d. | Třešťská pahorkatina     | neznačeno                                                                                               |
| 54. | Na nivách / Holý vrch | 663           | 49°25′03″ s. š., 16°03′28″ v. d. | Borská pahorkatina       | neznačeno                                                                                               |
| 55. | Hradiště              | 662           | 49°20′07″ s. š., 15°50′54″ v. d. | Čechtínská vrchovina     | neznačeno                                                                                               |
| 56. | Čechtínský kopec      | 662           | 49°16′59″ s. š., 15°50′25″ v. d. | Čechtínská vrchovina     | neznačeno                                                                                               |
| 57. | Světka                | 661           | 49°35′06″ s. š., 15°51′55″ v. d. | Henzlička                | neznačeno                                                                                               |
| 58. | Salátův kopec         | 661           | 49°15′19″ s. š., 15°43′17″ v. d. | Zašovický hřbet          | neznačeno                                                                                               |
| 59. | Břenkův kopec         | 660           | 49°33′27″ s. š., 15°59′04″ v. d. | Novoměstská pahorkatina  | neznačeno                                                                                               |
| 60. | Kříb                  | 660           | 49°26′03″ s. š., 15°54′24″ v. d. | Arnolecké hory           | neznačeno                                                                                               |
| 61. | Holý vrch             | 660           | 49°21′29″ s. š., 15°36′56″ v. d. | Puklická pahorkatina     | žlutá turistická značka                                                                                 |
| 62. | Obecní kopec          | 660           | 49°14′13″ s. š., 15°24′45″ v. d. | Třešťská pahorkatina     | neznačeno                                                                                               |
| 63. | Bílá hora             | 659           | 49°20′35″ s. š., 15°46′03″ v. d. | Čechtínská vrchovina     | neznačeno                                                                                               |
| 64. | Na Čtvrtích           | 658           | 49°17′16″ s. š., 15°19′27″ v. d. | Třešťská pahorkatina     | neznačeno                                                                                               |
| 65. | Heřmanovská           | 657           | 49°22′46″ s. š., 16°10′11″ v. d. | Jinošovská pahorkatina   | neznačeno                                                                                               |
| 66. | Kostelecký vrch       | 657           | 49°21′29″ s. š., 15°30′22″ v. d. | Špičák                   | neznačeno                                                                                               |
| 67. | Jelení skok           | 657           | 49°17′41″ s. š., 15°30′38″ v. d. | Špičák                   | neznačeno                                                                                               |
| 68. | Adamův kopec          | 656           | 49°35′28″ s. š., 15°54′07″ v. d. | Henzlička                | modrá turistická značka                                                                                 |
| 69. | Hliniště              | 656           | 49°15′33″ s. š., 15°42′12″ v. d. | Zašovický hřbet          | neznačeno                                                                                               |
| 70. | Lísek                 | 656           | 49°13′05″ s. š., 15°31′39″ v. d. | Markvartická pahorkatina | neznačeno                                                                                               |
| 71. | Kopec                 | 655           | 49°31′01″ s. š., 16°06′16″ v. d. | Novoměstská pahorkatina  | neznačeno                                                                                               |
| 72. | Prosekaná             | 655           | 49°17′03″ s. š., 15°42′08″ v. d. | Zašovický hřbet          | neznačeno                                                                                               |
| 73. | Na skálách            | 654           | 49°21′47″ s. š., 16°08′28″ v. d. | Jinošovská pahorkatina   | neznačeno                                                                                               |
| 74. | Zedník                | 654           | 49°17′32″ s. š., 15°22′07″ v. d. | Třešťská pahorkatina     | neznačeno                                                                                               |
| 75. | Břízky                | 654           | 49°13′39″ s. š., 15°40′30″ v. d. | Zašovický hřbet          | neznačeno                                                                                               |
| 76. | Seč                   | 654           | 49°09′37″ s. š., 15°38′20″ v. d. | Markvartická pahorkatina | neznačeno                                                                                               |
| 77. | Jelení hora           | 653           | 49°16′02″ s. š., 15°30′07″ v. d. | Otínská pahorkatina      | neznačeno                                                                                               |
| 78. | Koní hora             | 652           | 49°21′26″ s. š., 16°09′23″ v. d. | Jinošovská pahorkatina   | neznačeno                                                                                               |
| 79. | Pihličky              | 652           | 49°10′27″ s. š., 15°37′16″ v. d. | Markvartická pahorkatina | neznačeno                                                                                               |
| 80. | Chlumek               | 651           | 49°31′12″ s. š., 16°02′39″ v. d. | Novoměstská pahorkatina  | neznačeno                                                                                               |
| 81. | Kamenný vrch          | 651           | 49°22′32″ s. š., 15°31′29″ v. d. | Špičák                   | neznačeno                                                                                               |
| 82. | Hamr                  | 651           | 49°15′06″ s. š., 15°27′48″ v. d. | Třešťská pahorkatina     | neznačeno                                                                                               |
| 83. | Hrubova hora          | 650           | 49°08′32″ s. š., 15°43′41″ v. d. | Zašovický hřbet          | neznačeno                                                                                               |

## Seznam vrcholů podle prominence
Seznam vrcholů podle prominence obsahuje všechny křižanovské vrcholy s prominencí (relativní výškou) nad 100 m bez ohledu na nadmořskou výšku. Celkem jich je 5. Nejprominentnějším vrcholem je Kyjov (142 m), nejvyšší Harusův kopec má prominenci pouze 31 m.
| #  | Vrchol                | Výška m n. m. | Promi- nence | Izolace (km)          | Souřadnice                       | Přístup                                                                                                 |
| -- | --------------------- | ------------- | ------------ | --------------------- | -------------------------------- | --- |
| 1. | Kyjov                 | 711           | 142          | 17,7 → Harusův kopec  | 49°26′38″ s. š., 15°53′26″ v. d. | neznačeno                                                                                               |
| 2. | Sokolí                | 420           | 132          | 03,2 → Hotová         | 49°18′14″ s. š., 16°25′55″ v. d. | modrá turistická značka                                                                                 |
| 3. | Velký Špičák          | 734           | 131          | 08,8 → Čeřínek        | 49°18′42″ s. š., 15°30′40″ v. d. | modrá turistická značka · zelená turistická značka · žlutá turistická značka · naučná turistická značka |
| 4. | Svatá hora            | 680           | 129          | 19,5 → Dědkovská hora | 49°22′10″ s. š., 16°09′27″ v. d. | červená turistická značka                                                                               |
| 5. | Na nivách / Holý vrch | 663           | 101          | 08,8 → Svatá hora     | 49°25′02″ s. š., 16°03′28″ v. d. | neznačeno                                                                                               |